# Adansonia suarezensis
Adansonia suarezensis ist eine Pflanzenart der Gattung Affenbrotbäume (Adansonia) in der Familie der Malvengewächse (Malvaceae). Sie ähnelt Adansonia digitata, hat aber aufrechte, rote Blüten.

## Beschreibung

### Vegetative Merkmale
Adansonia suarezensis sind große, massige, bis 25 Meter hohe Laubbäume mit graubrauner glatter Rinde, deren Stämme bis 2 Meter Durchmesser erreichen. Ausgewachsene Blätter sind handförmig geteilt mit 7 bis 9 Teilblättern und sitzen an bis 16 Zentimeter langen Blattstielen. Die kahle Blattspreite ist länglich, 10,5 bis 15,5 Zentimeter lang und 3 bis 6 Zentimeter breit. Der Blattrand ist ganzrandig.

### Blütenstände und Blüten
Die einzelnen Blüten sind aufrecht. Ihre Kelchblätter sind 7 Zentimeter lang und 2 Zentimeter breit. Die rote, schmale verkehrt eiförmige Blütenkrone ist 7 bis 8 Zentimeter lang und 2 Zentimeter breit. Die zahlreichen Staubblätter sind zu einer 0,7 bis 1,2 Zentimeter langen Röhre mit 6 bis 7 Zentimeter langen freien Spitzen verwachsen.
Die Blütezeit reicht von Ende Mai bis Anfang Juli.

### Früchte
Die im November reifenden länglichen Früchte sind 20 bis 25 Zentimeter lang und bis 10 Zentimeter breit. Sie enthalten nierenförmige, kaum seitlich abgeflachte Samen.

## Systematik, Chromosomenzahl und Verbreitung
Adansonia suarezensis ist endemisch im äußersten Norden von Madagaskar verbreitet.
Die Erstbeschreibung wurde 1890 von Henry Perrier de la Bâthie vorgenommen.
Die Chromosomenzahl ist {\displaystyle 2n=88}.

## Verwendung
Die Früchte und Samen werden gegessen. Eine aus der Rinde hergestellte Infusion soll gegen Zuckerkrankheit helfen.

## Gefährdung
Adansonia suarezensis wird in der Roten Liste gefährdeter Arten der IUCN als „Endangered (EN)“ eingestuft.

## Nachweise